# Ивашковцы (Львовская область)
Ивашковцы (укр. Івашківці) — село в Борынской поселковой общине Самборского района Львовской области Украины.
Население по переписи 2001 года составляло 52 человека. Занимает площадь 0,4 км². Почтовый индекс — 82563. Телефонный код — 3269.

## Население
- 1921—288 жителей.
- 1989 — 56 (23 муж., 33 жен.)[1]
- 2001 — 52[2].